# Dorcadion regulare
Dorcadion regulare är en skalbaggsart som beskrevs av Maurice Pic 1931. Dorcadion regulare ingår i släktet Dorcadion och familjen långhorningar. Inga underarter finns listade i Catalogue of Life.